# Unigraphics
Unigraphics [júnigræfiks] je komercialni računalniški program za računalniško podprto konstruiranje (CAD) podjetja Siemens PLM Software.
Od leta 2003, je program združen z drugim, zelo znanim in na široko uporabljanim programom I-DEAS, ko ga je kupilo podjetje Electronic Data Systems (EDS). Unigraphics je eden najstarejših programov za računalniško modeliranje trdnin (solidov) v treh razsežnostih (3D) in je grajen okoli jedra Parasolid.
Poleg CAD program z moduli omogoča tudi delo za potrebe CAM, CAPP in CAE. 
Program v Evropi ni tako razširjen kot v ZDA, kjer ga, na primer, na veliko uporablja letalska industrija.
NX je neposredni konkurenčni program programom, kot so: Pro/ENGINEER, CATIA, SolidWorks in Autodesk Inventor. Soroden program, vendar v nižjem kakovostnem razredu in lažjim, izboljšanim uporabniškim vmesnikom istega podjetja je Solid Edge.
Sedaj je lastnik podjetja Siemens Product Lifecycle Management Software Inc. Najnovejša različica programa je NX 7.5, izdana 20. maja 2010.

## Uporabniki
Med večje in znane uporabnike NX po svetu sodijo:
- Bell/Agusta Aerospace Company
- Laboratorij za reaktivni pogon (JPL), NASA
- Lockheed Martin (letalo F-35 JSF)
- McDonnell Douglas
- Pratt & Whitney
- Saljut
- KB Suhoj
- Aston Martin Lagonda Ltd.
- Chrysler Group LLC
- Daimler AG
- General Motors
- Opel AG
- Volkswagen AG
- Benetton Formula ltd.
- Red Bull Racing
- Hyundai Heavy Industries Co., Ltd.
- Ducati Motor Holding S.p.A.
- Komatsu Mining Systems, inc.
- Isuzu
- GM Daewoo
- Fuji Heavy Industries Ltd.
- Samsung Electronics Co., Ltd.
- LG Electronics Inc.
- Apple Inc.
- Toshiba
- Philips
- Seiko Epson Corporation
- Aviastar-SP
- Aviadvigatelj
- Siemens AG

v Sloveniji pa:
- Arcont d.o.o.
- B/S/H Hišni aparati d.o.o.
- Cimos d.d.
- Dag d.o.o.
- Elan d.d.
- Eurel d.o.o.
- Gorenje d.d.
- Gorenje Orodjarna d.o.o.
- Hella Saturnus Slovenija d.o.o.
- Iskra Avtoelektrika d.d.
- Iskraemeco d.d.
- Iskra Mehanizmi d.d.
- Iskra Merilne naprave d.o.o.
- Jeklotehna Teho d.o.o.
- Marmor Hotavlje d.d.
- Oplast Ofentavšek s.p.
- Oprema ravne d.o.o.
- Seaway d.o.o.
- Steklarna Hrastnik d.d.
- Steklarna Rogaška d.d.
- TECOS d.o.o.
- Unior d.d.

V Sloveniji zagotavlja tehnično pomoč za program NX podjetje ITS d.o.o..